# Металогенічні епохи
Металогенічні епохи (рос. металлогенические эпохи, англ. metallogenic epochs; нім. metallogenetische Epochen f pl) — головні періоди формування рудних родовищ, що відповідають основним етапам геологічного розвитку земної кори. В історії розвитку земної кори виділяється 11 етапів, що визначають закономірну послідовність виникнення генетичних груп рудних родовищ.
- Ґренландський етап (5000 — 3800 млн років тому) збігається з найдавнішим місячним періодом геологічної історії без ознак рудоутворення.
- Кольський етап (3800 — 2800 млн років тому) відповідає нуклеарному періоду і знаменує початок формування найдавніших ендогенних рудних родовищ, звичайно глибокометаморфізованих. Ці родовища виразно розділяються на дві групи. Одну групу складають базальтоїдні зеленокам'яні пояси, з якими пов'язані найдавніші колчеданні гідротермальні і золоторудні родовища Північної Америки, Австралії, Південної Африки та Індії. Інша група належить гранітоїдним ядрам зі слюдяними і рідкіснометалічними метаморфогенними пегматитами, відомими в Сибіру, Африці, Австралії і Бразилії.
- Біломорський етап (2800–2300 млн років тому) охоплює першу половину протогеосинклінального періоду, відповідає зародженню древніх геосинкліналей, що розчленовують протоплатформи. Серед платформних звертають на себе увагу великі родов. хромових руд Великої дайки в Зімбабве і унікальні золото-уранові конгломерати Вітватерсранда в ПАР.
- Карельський етап (2300–1800 млн років тому) пов'язаний з розквітом і відмиранням протогеосинкліналей. З геосинклінальним базальтоїдним вулканізмом цього етапу пов'язане формування всіх найбільших басейнів і родов. залізистих кварцитів світу: Криворізького, Курської магнітної аномалії, залізорудного басейну Великих озер Канади і США і ін. З карельськими гранітоїдами асоціюють слюдяні і слюдяно-рідкіснометалічні пегматити Біломор'я, Сибіру, а також золото в метаморфічних чорносланцевих товщах (США, Канада). В умовах карельського часу формувалися найбільші магматичні родов. хромових руд і платинових руд Бушвелдського комплексу (Півд. Африка), магматичні сульфідні мідно-нікелеві руди Садбері (Канада) та ін.
- Готський етап (1800–1500 млн років тому) відповідає інтергеосинклінальному періоду геол. історії, що визначає помітну перерву в ендогенному рудоутворенні.
- Гренвілський етап (1500–1000 млн років тому) знаменує початок нового геосинклінального періоду з переважанням базальтоїдного вулканізму, що привів до утворення колчеданно-поліметалічних родов. типу Саліван в Канаді.
- Байкальський етап (1000–600 млн років тому) характеризується ендогенними родов. базальтоїдного і наступного гранітоїдного рядів, з якими пов'язані магматичні титаномагнетити Канади, Норвегії і Уралу, а також колчеданні родовища Сибіру і Північної Америки.
- Каледонський етап (600–400 млн років тому) виділяється за переважаючим розвитком базальтоїдів, особливо вулканічні фації, з численними колчеданними родовищами Центрального Сибіру, Норвегії, Швеції, Іберійського пояса Іспанії і Португалії, Австралії і М'янми.
- Гєрцинський етап (400–250 млн років тому) визначає розквіт геосинклінального магматизму і металогенії. З ним пов'язані магматичні родовища хромових, титано-магнетитових руд (Урал) і колчеданно-поліметалічні родов. (РФ, Урал, Рудний Алтай, країни Зах. Європи).
- Кімерійський етап (250–100 млн років тому) проявлений серіями гранітоїдів з постмагматичними родов. руд кольорових та радіоактивних металів (платформні околиці Тихоокеанського та Середземноморського геосинклінальних поясів).
- Альпійський етап (до 100 млн років тому) відрізняється розломною тектонікою, яка контролює вулканогенні пояси з гідротермальними родовищами руд золота, срібла і ланцюги мідно-порфірових утворень Тихоокеанського рудного поясу, а також рудоносні карбонатити і алмазоносні кімберліти Африканської, Північно-Американської та Сибірської платформ.